# Gorące usta (singel Mega Dance)
Gorące usta – singel zespołu Mega Dance wydany w listopadzie 2011 w firmie fonograficznej Hit'n'Hot. Singel zawiera piosenkę "Gorące usta" w wersjach oryginalnych, w remixie Sky Dee Joy oraz w wersji karaoke i 5 bonus tracki. 

## Lista utworów
1. "Gorące usta" (radio edit)
2. "Gorące usta" (rmx sky dee joy)
3. "Gorące usta" (karaoke)
4. "Ty mówisz stój" (utwór dodatkowy)
5. "Hip hip hura" (utwór dodatkowy)
6. "Łebski melanż" (utwór dodatkowy)
7. "Łebski melanż" (Stavros) (utwór dodatkowy)
8. "Nie czekaj" (utwór dodatkowy)